# Łukasz Broniewski
Łukasz Broniewski (ur. 5 grudnia 1980) – polski urzędnik państwowy.
W latach 2007–2011 główny doradca premiera Donalda Tuska, w latach 2011–2014 szef gabinetu politycznego premiera Donalda Tuska, w latach 2014–2019 szef Kancelarii i doradca przewodniczącego Rady Europejskiej Donalda Tuska.

## Życiorys
Absolwent nauk politycznych na Wydziale Nauk Społecznych Uniwersytetu Gdańskiego oraz studiów Executive Master of Business Administration na AiX-Marseille Gradute School of Management. 
W latach 2005–2007 był dyrektorem zarządzającym w Polskim Stowarzyszeniu Kart Młodzieżowych, organizacji pozarządowej wydającej w Polsce Europejską Kartę Euro26.
Od 2003 do 2005 był dyrektorem Biura Regionu Pomorskiego Platformy Obywatelskiej i kierował kampanią partii w wyborach parlamentarnych w 2005 na Pomorzu. Od 2004 do 2006 był wiceprzewodniczącym Regionu Pomorskiego Stowarzyszenia „Młodzi Demokraci”. Od 23 listopada 2007 do 19 listopada 2011 był głównym doradcą premiera Donalda Tuska. 19 listopada 2011 został powołany na stanowisko szefa Gabinetu Politycznego Premiera Donalda Tuska. 22 września 2014 został odwołany z tego stanowiska. Po objęciu 1 grudnia tego samego roku przez Donalda Tuska stanowiska przewodniczącego Rady Europejskiej został szefem jego kancelarii i doradcą. Pełnienie tych funkcji zakończył 30 listopada 2019. W 2020 wszedł w skład zarządu fundacji Climate&Strategy. Od 2024 zasiada w radzie nadzorczej spółki Gdańskie Wody. Był członkiem rady nadzorczej Agencji Rozwoju Pomorza (2023–2025). 
Wychował się na gdańskiej Zaspie. Jest żonaty, ma dwóch synów.